# FC Toulouse
Der Toulouse Football Club – oft kurz TFC – ist ein 1970 als Union Sportive Toulouse gegründeter französischer Fußballverein aus der südfranzösischen Stadt Toulouse im Département Haute-Garonne, der sich auf die Traditionen des von 1937 bis 1967 existierenden, gleichnamigen Klubs beruft.

## Geschichte
Gegründet wurde der Verein 1970 als Union Sportive Toulouse; erst 1977 nahm er seinen heutigen Namen an. 2001 war er zahlungsunfähig und wurde in die dritte Liga zwangsversetzt, aus der er aber schon zwei Jahre später wieder in die höchste Spielklasse zurückkehrte.
Der heutige TFC betrachtet sich als Nachfolger des gleichnamigen örtlichen Traditionsvereins, der 1937 gegründet wurde und sich 1967 aus dem professionellen Ligabereich zurückzog, nachdem er all seine Spieler und vor allem das Recht, in der Division 1 anzutreten, an Red Star (aus Saint-Ouen im Pariser Ballungsraum) verkauft hatte. Dieser Vorgänger hatte seine beste Zeit Ende der 1950er Jahre, als er Vizemeister wurde und den französischen Pokal gewann.
Die Vereinsfarben sind Lila und Weiß. Die Ligamannschaft spielt im Stadium Municipal und bietet 35.500 Plätze. Der Vereinspräsident ist seit dem 20. Juli 2020 Olivier Sadran und der Trainer der Erstligamannschaft ist seit Ende Juni 2021 Philippe Montanier.
Am 21. Juli 2020 übernahm die amerikanische Investmentfirma RedBird Capital Partners 85 % der Anteile am FC Toulouse.
Am 29. April 2023 gewann Toulouse erstmals seit seiner Reformation im Jahr 1970 den Coupe de France, wo man im Finale den FC Nantes mit 5:1 schlug. Toulouse galt in diesem Moment als Sensationsmannschaft Frankreichs. Der Cup-Sieg berechtigte automatisch zur Teilnahme an der Gruppenphase der UEFA Europa League, was in der Vereinsgeschichte gleichzeitig die erste Teilnahme an einem europäischen Wettbewerb bedeutete. Toulouse wurde hierbei der Gruppe E zugelost, die Gruppengegner waren der FC Liverpool, Royale Union Saint-Gilloise und der LASK. Mit elf Punkten belegte Toulouse den zweiten Platz, darunter war auch ein ganz besonderer 3:2-Heimsieg gegen Gruppensieger Liverpool vertreten. In weiterer Folge schied Toulouse aber in der Zwischenrunde gegen Benfica Lissabon aus (1:2 a; 0:0 h).

## Kader der Saison 2024/25
| Nr.                | Nat.               | Name                  | Geburtsdatum  | im Verein seit... | Vertrag bis Mitte... | Größe    | Gewicht  |
| Torhüter           | Torhüter           | Torhüter              | Torhüter      | Torhüter          | Torhüter             | Torhüter | Torhüter |
| ------------------ | ------------------ | --------------------- | ------------- | ----------------- | -------------------- | -------- | -------- |
| 16                 | Norwegen           | Kjetil Haug           | 12. Juni 1998 | 2022              | 2026                 | 187 cm   | 85 kg    |
| 40                 | Frankreich         | Justin Lacombe        | 9. Apr. 2003  | 2023              | 2026                 | 192 cm   |          |
| 50                 | Frankreich         | Guillaume Restes      | 11. März 2005 | 2011              | 2028                 | 186 cm   | 82 kg    |
| 60                 | Frankreich         | Mathys Niflore        | 2. März 2007  | 2022              |                      | 188 cm   |          |
| Abwehrspieler      |                    |                       |               |                   |                      |          |          |
| 02                 | Danemark           | Rasmus Nicolaisen     | 16. März 1997 | 2021              | 2025                 | 191 cm   | 81 kg    |
| 03                 | Vereinigte Staaten | Mark McKenzie         | 25. Feb. 1999 | 2024              | 2027                 | 184 cm   | 84 kg    |
| 04                 | England            | Charlie Cresswell     | 17. Aug. 2002 | 2024              | 2028                 | 183 cm   | 80 kg    |
| 06                 | Rumänien           | Ümit Akdağ            | 6. Okt. 2003  | 2024              | 2025                 | 192 cm   |          |
| 12                 | Norwegen           | Warren Kamanzi        | 11. Nov. 2000 | 2023              | 2026                 | 177 cm   | 70 kg    |
| 17                 | Chile              | Gabriel Suazo         | 9. Aug. 1997  | 2023              | 2026                 | 178 cm   | 72 kg    |
| 19                 | Frankreich         | Djibril Sidibé        | 29. Juli 1992 | 2024              | 2025                 | 183 cm   | 71 kg    |
| 24                 | Frankreich         | Dayann Methalie       | 15. Feb. 2006 | 2023              |                      | 186 cm   | 70 kg    |
| 26                 | Frankreich         | Ylies Aradj           | 5. Juni 2005  | 2022              | 2026                 | 179 cm   |          |
| 27                 | Frankreich         | Nicolas Wasbauer      | 4. Juli 2004  | 2022              |                      |          |          |
| 29                 | Frankreich         | Jaydee Canvot         | 29. Juli 2006 | 2023              | 2029                 |          |          |
| Mittelfeldspieler  |                    |                       |               |                   |                      |          |          |
| 08                 | Schweiz            | Vincent Sierro        | 8. Okt. 1995  | 2023              | 2026                 | 187 cm   | 79 kg    |
| 15                 | Norwegen           | Aron Dønnum           | 20. Apr. 1998 | 2023              | 2028                 | 179 cm   | 73 kg    |
| 20                 | Deutschland        | Niklas Schmidt        | 1. März 1998  | 2023              | 2027                 | 184 cm   | 80 kg    |
| 21                 | Slowenien          | Miha Zajc             | 1. Juli 1994  | 2024              | 2025                 | 178 cm   | 76 kg    |
| 22                 | Algerien           | Rafik Messali         | 28. Apr. 2003 | 2021              | 2026                 | 177 cm   |          |
| 23                 | Venezuela          | Cristian Cásseres Jr. | 20. Jan. 2000 | 2023              | 2027                 | 174 cm   | 68 kg    |
| 34                 | Frankreich         | Noah Lahmadi          | 5. Jan. 2005  | 2023              |                      | 178 cm   | 71 kg    |
| 37                 | Algerien           | Edhy Zuliani          | 11. Aug. 2004 | 2022              |                      |          |          |
| 39                 | Frankreich         | Mathis Saka           | 20. Sep. 2006 |                   | 2029                 |          |          |
| Stürmer            |                    |                       |               |                   |                      |          |          |
| 07                 | Marokko            | Zakaria Aboukhlal     | 18. Feb. 2000 | 2022              | 2026                 | 179 cm   | 74 kg    |
| 09                 | Kamerun            | Frank Magri           | 4. Sep. 1999  | 2023              | 2026                 | 178 cm   | 69 kg    |
| 10                 | Frankreich         | Yann Gboho            | 14. Jan. 2001 | 2024              | 2026                 | 178 cm   | 68 kg    |
| 13                 | Norwegen           | Joshua King           | 15. Jan. 1992 | 2024              | 2025                 | 180 cm   | 74 kg    |
| 31                 | Frankreich         | Noah Edjouma          | 4. Okt. 2005  | 2023              | 2027                 | 181 cm   |          |
| 80                 | Gabun              | Shavy Babicka         | 1. Juni 2000  | 2024              | 2027                 | 179 cm   | 80 kg    |
| Stand: 4. Mai 2025 |                    |                       |               |                   |                      |          |          |

## Logohistorie

1966/67
1960er–1970er
1979–1984
1990–1995
1995–2001
2001–2018

## Statistik

### Erfolge
- Französische Fußballmeisterschaft
  - Zweiter: 1955
  - Dritter: 1987, 2007
- Französischer Fußballpokal
  - Sieger: 1957, 2023
- Französischer Fußball-Superpokal
  - Finalist: 1957
- Coupe Gambardella
  - Sieger: 2005
  - Finalist: 1972, 2019

### Ligazugehörigkeit
In der höchsten Spielklasse (Division 1, seit 2002 Ligue 1 genannt) spielte der Vorgänger-Verein TFC 1939 bis 1943, 1944/45, 1946 bis 1951 und 1953 bis 1967. Die Neugründung war 1982–1994, 1997–1999, 2000/01, 2003–2020 und seit 2022 wieder erstklassig.
Die Saison 2006/07 war die bislang erfolgreichste Spielzeit für den FC Toulouse, als er sich Platz drei und somit das Recht sicherte, in der dritten Runde der Champions-League-Qualifikation anzutreten.

### Trainer
- Jules Bigot (1953 bis 1958)
- José Farías (1970 bis 1972)
- Pierre Dorsini (1972 bis 1973)
- Richard Boucher (1973 bis 1974)
- Paul Orsatti (1974)
- Richard Boucher (1974 bis 1975)
- Jacques Sucré (1975)
- Émile Daniel (1975 bis 1976)
- Richard Boucher (1976 bis 1977)
- Ángel Marcos (1977 bis 1978)
- Just Fontaine (1978 bis 1979)
- Pierre Cahuzac (1979 bis 1983)
- Daniel Jeandupeux (1983 bis 1985)
- Jacques Santini (1985 bis 1989)
- Pierre Mosca (1989 bis 1991)
- Victor Zvunka (1991 bis 1992)
- Serge Delmas (1992 bis 1993)
- Jean-Luc Ruty (1993 bis 1994)
- Rolland Courbis (1994 bis 1995)
- Alain Giresse (1995 bis 1998)
- Guy Lacombe (1998 bis 1999)
- Alain Giresse (1999 bis 2000)
- Robert Nouzaret (2000 bis 2001)
- Erick Mombaerts (2001 bis 2006)
- Élie Baup (2006 bis Mai 2008)
- Alain Casanova (2008 bis 2015)
- Dominique Arribagé (2015 bis 2016)
- Pascal Dupraz (2016 bis 2018)
- Mickaël Debève (2018)
- Alain Casanova (2018 bis 2019)
- Antoine Kombouaré (2019 bis 2020)
- Denis Zanko (2020)
- Patrice Garande (2020 bis Juni 2021)
- Philippe Montanier (Juni 2021 bis Juni 2023)
- Carles Martínez (seit Juni 2023)

### Präsidenten
- Lilian Buzzichelli (1970 bis 1977)
- Yves De Lagarcie (1977 bis 1978)
- Jean-Jacques Astoux (1978 bis 1979)
- Bernard Garrigues (1979 bis 1981)
- Daniel Visentin (1981 bis 1985)
- Marcel Delsol (1985 bis 1992)
- André Labatut (1992 bis 1999)
- Jacques Rubio (1999 bis 2001)
- Olivier Sadran (2001 bis 2020)
- Damien Comolli (seit 2020)

### Bekannte Spieler
- Edmond Baraffe (1963 bis 1967)
- Fabien Barthez (1986 bis 1992)
- Raymond Bellot (1953 bis 1955)
- Saïd Brahimi (1956 bis 1958)
- Vincent Candela (1991 bis 1995)
- René Dereuddre (1952 bis 1957)
- Raoul Diagne (1940 bis 1944)
- Maurice Dupuis (1940 bis 1941)
- Abderrahman Ibrir (1948 bis 1951)
- Curt Keller (1940 bis 1947)
- Mahi Khennane (1962 bis 1965)
- Robert Mouynet (1949 bis 1953)
- Rob Rensenbrink (1981)
- Dominique Rocheteau (1987 bis 1990)
- Ernest Schultz (1957 bis 1963)
- Gérard Soler (1982 bis 1984)
- Abderrahmane Soukhane (1964 bis 1967)
- Yannick Stopyra (1984 bis 1988)
- Alberto Tarantini (1984 bis 1988)
- Mario Zatelli  (1940 bis 1943)

## Frauenfußball
Im Jahr 2001 schloss sich die Frauenmannschaft von Toulouse Olympique Aérospatiale Club, die von 1999 bis 2001 dreimal in Folge Landesmeister geworden war, dem TFC an und wurde prompt 2002 erneut Gewinner der höchsten französischen Liga. Im selben Jahr gewann Toulouse zudem die erste Austragung des Frauen-Landespokalwettbewerbs. Dies waren bis 2023, als die Männer den Vereinspokal gewannen, die einzigen nationalen Titel im Erwachsenenbereich, die der neue Toulouse FC gewonnen hat. 2011 erstmals in die Zweitklassigkeit abgestiegen, haben die TFC-Frauen der Division 1 seither nur noch für eine Saison (2012/13) angehört. Nachdem sie 2023 sogar in die dritte Liga abgestiegen waren, gelang bereits ein Jahr darauf die Rückkehr in Seconde Ligue und 2024/25 das Erreichen des Pokal-Viertelfinales.
Zu den erfolgreichsten Fußballerinnen des Vereins gehören Gaëlle Blouin, Mélanie Briche, Marie-Ange Kramo, Géraldine Marty, Sandrine Rouquet, Lilas Traïkia, Sabrina Viguier, Élodie Woock und Anne Zenoni, in den 2020er Jahren zudem Selen Altunkulak.